# Středomořský region
Středomořský region (turecky Akdeniz Bölgesi) je jeden ze sedmi regionů Turecka. Na západě sousedí s Egejským regionem, na východě Jihovýchodní Anatolie, na severu Střední Anatolie a na jihu jej obklopuje Středozemní moře.

## Provincie

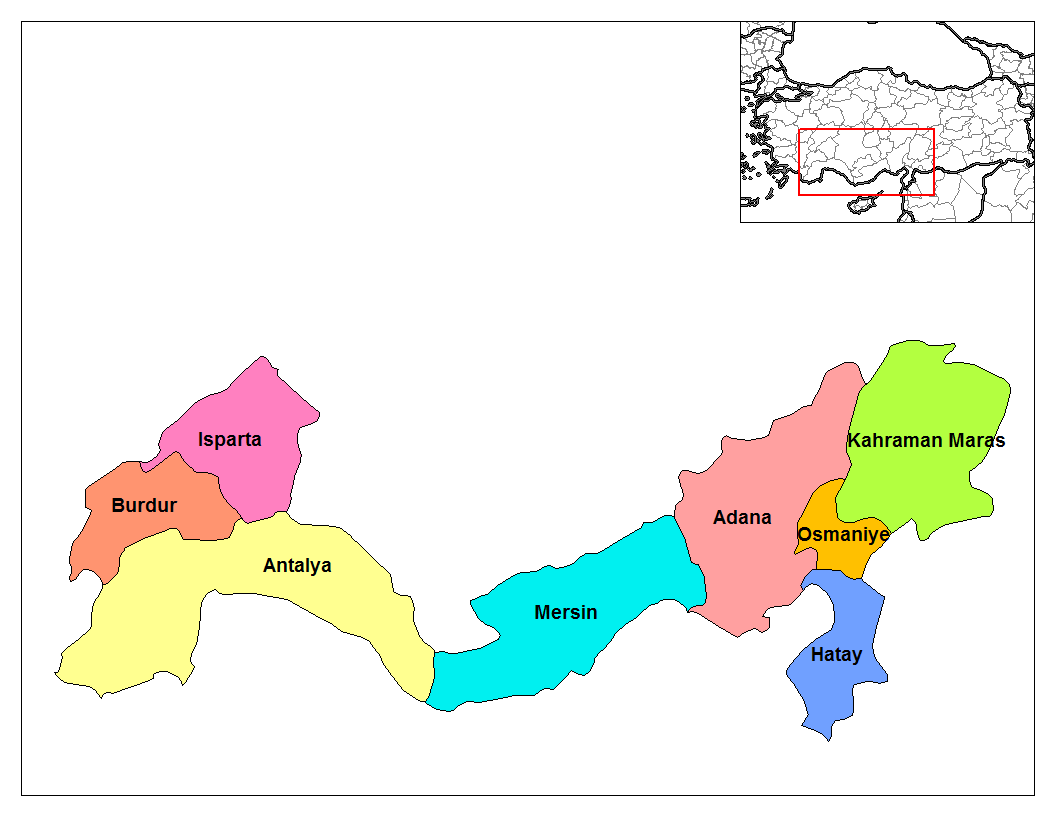
Středomořský region

- Adana
- Antalya
- Burdur
- Hatay
- Isparta
- Kahramanmaraş
- Mersin
- Osmaniye

## Obyvatelstvo
Počet obyvatel regionu se blíží 10 milionům. V létě, z důvodu turistického ruchu (zejména ve středisku Antalya, Alanya, Side, Kas (Turecko), Kalkan) počet obyvatel podstatně přibývá.

## Klima a příroda
Ve Středomořském regionu jsou Středozemní klima teplé, relativně vlhké zimy a horká, suchá léta. V zimě teploty mohou dosáhnout až 24 °C a v létě přesahují přes 30 °C.